# Tường Linh
Tường Linh (tên khai sinh: Nguyễn Linh, 12 tháng 12, 1931 - 5 tháng 2, 2021) là nhà thơ người Việt Nam, có gia tài thơ ca lớn được in ấn từ năm 1950, lấy đề tài trung tâm là miền đất và con người xứ Quảng Nam. Một số bài thơ nổi tiếng của ông là "Chị Điện Hòa" (1950) và "Năm cụm núi quê hương" (1954). Khi viết tiểu phẩm ông còn dùng bút danh là Út Cầu Sơn.

## Tiểu sử
Ông sinh ra tại địa phương mà nay thuộc thị trấn Trung Phước, huyện Nông Sơn, tỉnh Quảng Nam. Thời Pháp thuộc, quê nội là thôn Trung Hà, làng Trung Phước, còn quê ngoại là làng Đại Bình. Sau Cách mạng tháng Tám 1945 thì hai làng này nhập thành xã Nam Linh. Ông nội là bạn đồng niên với Huỳnh Thúc Kháng, đã dạy kỹ cho ông về thơ Đường, các cổ thể như biền ngẫu, đối, phú, chúc văn, văn tế,.. Tường Linh là tri kỷ của hai thi sĩ Bùi Giáng và Tạ Ký từ thời ở làng Trung Phước.
Thời chiến tranh Đông Dương, ông gia nhập đội du kích xã Nam Linh chống lại thực dân Pháp. Đầu năm 1949, ông chính thức nhập ngũ, chiến đấu tại mặt trận bắc Quảng Nam.
Tháng 7 năm 1954, ông bị thương đứt gân chân phải nhưng vì điều kiện y tế sơ sài mà lâu không lành. Vì vậy sau sự kiện Hiệp định Genève ông không thể vào Quy Nhơn, Bình Định để tập kết. Ông đã đào thoát trong một đêm nọ để ra Huế, sau có ra sống cả ở Quảng Trị.
Năm 1956, nhìn nhận tình hình không yên ổn nên ông di cư vào Sài Gòn. Tại đây, ông theo học Trường Đại học Văn khoa. Trước năm 1975, ông cộng tác với một số báo và tạp chí như nhật báo Điện Tín, tạp chí Bách Khoa, Văn, Văn học,... Ông phục vụ Quân lực Việt Nam Cộng hòa, cấp bậc Trung sĩ, hoạt động ở Cục Tâm lý chiến thuộc Tổng cục Chiến tranh Chính trị, Bộ Tổng Tham mưu. Ông còn cộng tác với báo Chiến Sĩ Cộng Hòa của Cục cho đến năm 1972. Theo lời kể của nhà thơ Cao Mỵ Nhân, Tổng cục Chiến tranh Chính trị phát giác Tường Linh và một Thượng sĩ - tiểu thuyết gia hoạt động "trí vận" nhằm lung lạc giới văn nghệ sĩ và trí thức, nên Cục An ninh quân đội đã bắt giam ông.

Năm 1975, ông được phóng thích. Sau này, ông ưu tiên cộng tác với các tờ báo, tạp chí tại quê hương như báo Quảng Nam, tạp chí Đất Quảng, tạp chí Non Nước,... Năm 2000, ông làm chủ nhiệm câu lạc bộ thơ Đất Quảng, sinh hoạt chung với các nhà thơ như Nguyễn Đông Nhật, Tần Hoài Dạ Vũ,... Có thời nhà ông gần cầu Sơn (bắc qua con rạch ở quận Bình Thạnh, Thành phố Hồ Chí Minh) nên khi viết tiểu phẩm ông dùng bút danh Út Cầu Sơn.
Thơ ông giàu nhạc điệu, cấu trúc chặt chẽ, nhẹ nhàng nên được nhiều nhạc sĩ phổ nhạc hay lấy ý để viết thành các ca khúc: "Một sáng con về" - Miên Đức Thắng, "Một sớm mai về" - Trầm Tử Thiêng, "Năm cụm núi quê hương" - Minh Kỳ, "Vang vọng" - Anh Việt Thu, "Bài ca lúa" - Phạm Minh Cảnh (sau 1975). Tác giả Hàn Châu mượn nhan đề bài thơ của Tường Linh là "Những đóm mắt hỏa châu" để viết bài hát của mình.
Vào hồi 18 giờ 15 phút ngày 5 tháng 2 năm 2021, nhà thơ Tường Linh qua đời, hưởng thọ 90 tuổi.

## Sự nghiệp sáng tác
| “                      | Nếu sinh ra tại một nơi khác không phải Quảng Nam, không chắc gì tôi đã trở thành một văn nghệ sĩ dù là văn nghệ sĩ nghiệp dư. | ” |
| —— Nhà thơ Tường Linh, | |   |

Ông có gia tài văn học lớn với 11 tập thơ gồm hàng trăm bài thơ, gồm tám tập đứng tên riêng và ba tập đứng tên chung, 130 truyện ngắn, tùy bút cùng 36 bài hồi ký theo thể tự truyện. Các sáng tác của ông xoay quay các sự kiện, kỷ niệm về quê hương với bút pháp mộc mạc, chất chứa một tình cảm chân thành, da diết và sâu lắng. Hnh ảnh trong thơ phần nhiều về miền đất và con người xứ Quảng, dòng sông Thu Bồn nhưng không bị trùng lặp, luôn gợi rung động mới. Tình cảm dành cho quê hương chiếm vị trí cao trong thơ Tường Linh. Vào năm 1964, khi nghe tin trận lụt lớn ở quê nhà, ông liền tìm về rồi diễn đạt nỗi thương tiếc bằng bài thơ "Thảm nạn quê hương" (tạp chí Văn số 24, 15 tháng 12 năm 1964), hiện vẫn được các bậc cao niên trong làng diễn đọc vào ngày giỗ thường niên dành chung cho những người đã tử nạn trong vụ thiên tai. Thơ ông đặt hình ảnh đất nước, quê hương lên trên bản thân. Lối viết của ông chú trọng niêm luật và vần điệu nhưng tự nhiên không gượng ép. Sở trường của ông là thể thất ngôn, bát ngôn và lục bát.
Tường Linh khởi sự sáng tác thơ mới từ cuối năm 1950 với sáng tác đầu tay là bài "Chị Điện Hòa". Bài này viết về một phụ nữ đã tử nạn khi đưa đò cho quân kháng chiến dưới làn đạn của máy bay Pháp tại Điện Hòa, Điện Bàn, Quảng Nam.
Tháng 11 năm 1954, ông viết bài thơ "Năm cụm núi quê hương", về sau được đăng trên tạp chí Bách Khoa số 135 ngày 15 tháng 8 năm 1962. Bài thơ kể chuyện ngày hồi hương của một người lính hàng ngũ quân kháng chiến chống Pháp, nay đã là thương binh, đã thành tàn tật vì mất cả một bàn tay. Phần thân thể mất đi được nhà thơ ví như để dâng lên cụm Ngũ Hành Sơn (Đà Nẵng).
Ông có tác phẩm đạt giải thưởng văn học nghệ thuật của Việt Nam Cộng hòa. Nhà văn Võ Phiến nhận xét: "Chọn thơ Tường Linh quả khó, chọn bài này e mất lòng bài kia". Nhà biên khảo Nguyễn Q. Thắng cho rằng: "...Thơ Tường Linh, phần lớn, bài nào cũng như bài nào, tuyển nhiều càng tốt, không bài nào đáng bỏ...".

### Một số tập thơ
- Thơ tập làm thuở nhỏ (Tam Kỳ: in thạch bản, 1950)
- Mùa đi (Bồng Sơn: in thạch bản, 1953)
- Mùa hoa cải (Huế, 1955)
- Trăng treo đầu súng (Sài Gòn), khi phục vụ trong Quân lực Việt Nam Cộng hòa[3]
- Mây cố quận (Sài Gòn: NXB Tao Đàn, 1962)
- Nghìn khuya (Sài Gòn: NXB Tao Đàn, 1965)
- Thu ơi từ đó (Sài Gòn: NXB Tao Đàn, 1972)
- Giọt cổ cầm (NXB Đà Nẵng, 1998)
- Về hỏi lại (NXB Đà Nẵng, 2001)
- Thơ Tường Linh tuyển tập (Hà Nội: NXB Văn học, 2011